# Dicranella linearifolia
Dicranella linearifolia är en bladmossart som beskrevs av Brotherus 1901. Dicranella linearifolia ingår i släktet jordmossor, och familjen Dicranaceae. Inga underarter finns listade i Catalogue of Life.